# Маркес, Помпейо
Помпейо Эсекиэль Маркес Мильян (исп. Pompeyo Ezequiel Márquez Millán; 28 апреля 1922, Сьюдад-Боливар, Боливар, Венесуэла — 21 июня 2017, Каракас) — венесуэльский левый политический деятель, участник партизанской борьбы против диктаторских режимов 1960-х годов, член политбюро Коммунистической партии Венесуэлы, один из основателей Движения к социализму.
Был арестован властями военной хунты. 5 февраля 1967 года вместе с Гильермо Понсе и Теодоро Петковым совершил побег из тюрьмы Сан-Карлос через прокопанный в камеру туннель.